# Гісабуро Сонобе
Гісабуро Сонобе (яп. 薗部 儀三郎; 6 листопада 1911 — 31 березня 2024, Татеяма, Тіба) — японський довгожитель, вік якого підтверджено Групою геронтологічних досліджень (GRG) та Групою LongeviQuest (LQ). 15 листопада 2022 року після смерті Шигеру Накамура він став найстарішим живим чоловіком в Японії. На момент смерті він був 2-м найстарішим живим чоловіком у світі, після Хуана Вісенте Переса Мори. Також він входив до 40 найстаріших чоловіків у світі, чий вік був підтверджений. Помер у віці 112 років, 146 днів.

## Біографія
Гісабуро Сонобе народився 6 листопада 1911 року в Японії.
Він багато років працював викладачем японської мови, був вчителем молодших та старших класів середньої школи.
Після виходу на пенсію він працював бібліотекарем до 80 років.
6 листопада 2011 року, коли він святкував 100-річчя, його привітали колишні студенти.
У листопаді 2022 року Сонобе визнаний найстарішим жителем Японії.
Останні роки Гісабуро Сонобе жив в Татеяма, префектура Тіба, Японія, у віці 113 років, 185 днів. А також він був останнім відомим японцем, який народився в епоху Мейдзі.
Помер 31 березня 2024 року, у віці 112 років 146 днів.

## Рекорди довгожителя
- 6 листопада 2023 року Гісабуро Сонобе став 53-м чоловіком, який відсвяткував 112-річчя.
- 27 листопада 2023 року Гісабуро став 50-м за віком найстарішим чоловіком у світі, чий вік був підтверджений.